# The Jam
The Jam fue un grupo de rock inglés de new wave y punk rock de finales de los años 1970 y principios de los años 1980. Fue uno de los grupos más populares de aquella época. Llegaron a posicionar 18 sencillos en el Top 40 de las listas del Reino Unido (todos sus 16 sencillos nacionales y otros 2 sencillos de importación), desde su debut discográfico en 1977 hasta su última canción en 1982.
Realizaron seis álbumes de estudio, y el último, The Gift, fue número uno en el Reino Unido. Comenzaron su andadura por 1972 de forma amateur en Woking (Surrey), lugar de origen de los componentes del grupo. A finales de 1976 se dieron a conocer en los Clubs de Londres, y grabaron sus primeros discos en plena explosión punk. Ficharon por Polydor por muy poco dinero (unas 6000 libras), lo que no les impidió ser un grupo de gran éxito. Su primer número 1 fue el sencillo Going Underground, editado el 14 de marzo de 1980, que llegó al lugar número 1 en la primera semana, algo que antes solamente habían conseguido Elvis Presley, Beatles, y Slade.
La popularidad del trío fue especialmente importante en el Reino Unido, donde fueron considerados artistas de primerísimo nivel y rivalizaron con The Clash. Fuera de sus fronteras también tuvieron bastante éxito en países del centro y norte de Europa e incluso finalmente en Japón. En cambio, a pesar de intentarlo con algunas giras, no conquistaron el mercado americano, quizá por el muy marcado carácter inglés de las letras y del estilo de la banda, en un momento en que a pesar de existir el género new wave en América, la moda y gustos musicales en los EE. UU. se movían en otras direcciones.
Liderados por Paul Weller, revivieron el movimiento mod de grupos de mediados de los 60 como The Who o The Small Faces, tanto en la estética como en lo musical, facturando en sus inicios un R&B duro y directo, con influencias de Dr. Feelgood y John Mayall. Otras influencias que se dejan ver a lo largo de su carrera son The Kinks, The Who, The Beatles, y el soul de los sellos discográficos Stax, Atlantic, y Tamla Motown.
Instrumentalmente, la banda estaba perfectamente compensada: La particular voz y forma de tocar la guitarra de Paul Weller, muy bien secundada por la sección rítmica de bajo y batería de Bruce Foxton y Rick Buckler, amén de las no menos importantes segundas voces de Foxton. Especialmente notorias son las letras de Paul Weller, que fue madurando en sus composiciones. Letras que hablan de las relaciones personales, las inquietudes de los jóvenes, los sentimientos íntimos del ser humano, y muchas otras en las que se refleja fielmente las glorias y miserias de la sociedad británica de la época. Aparte de las geniales y ácidas composiciones de Paul Weller, The Jam imbuían una fuerza espectacular en sus versiones de clásicos del rock y del soul. En sus actuaciones en directo, The Jam trasladaba toda su energía a un público entregado con el grupo. La mezcla de todos estos ingredientes, pasados con maestría por el tamiz del punk y la new wave, dieron lugar a una de las mejores bandas de rock inglés de la época.
Al igual que The Jam nunca negaron las raíces musicales sobre las que se construía su música, siendo justos con la banda se deben reconocer las influencias que ellos ejercieron, tanto en lo musical como en el terreno de la actitud. Grupos de la new wave como Generation X o The Barracudas se fijaron en su manera de hacer las cosas, y John Weller y Bruce Foxton produjeron un disco de The Vapors. El mencionado revival mod de finales de los años 70 no hubiese existido tal cual sin la existencia de los Jam. Bandas como Secret Affair, Merton Parkas, The Lambrettas, The Chords, etc. comenzaron a grabar sus discos dos o tres años después de la publicación de In The City, momento en el que The Jam eran ya un grupo de éxito, al igual que el estreno también posterior de la película Quadrophenia en 1978. Uno de los principales grupos de los años 80, The Smiths, en algo de los de Woking debieron reparar. Mientras tanto en España lo hacían no solo grupos mods como Los Elegantes o Brighton 64 y posteriormente Los Sencillos y Los Flechazos, también otros grupos de la nueva ola o Movida, como Los Bólidos o Danza Invisible. En los 90, Oasis, Blur y Supergrass, son ejemplos de bandas que siguieron la tradición inglesa de The Beatles, The Kinks, y The Jam. Al comienzo del nuevo milenio los casos más claros de afección a los de Woking los tenemos en The Libertines, Babyshambles, entre otros.

## Formación
La banda en un principio y antes de sus primeras actuaciones en Londres, estaba formada por cuatro componentes. Paul Weller tocaba el bajo a la vez que cantaba. Pero finalmente, tras la marcha del segundo guitarra Steve Brookes, los Jam se convirtieron en trío y Weller se pasó a la guitarra, intercambiando instrumento con Bruce Foxton.

### Integrantes definitivos
- Paul Weller (1958)- Guitarra, voz. Compositor de casi todos los temas del grupo.

- Bruce Foxton (1955) - Bajo, voz. Algunas composiciones.

- Rick Buckler (1955-2025) - Batería.

## Primeros años (1972-1975)
Con 14 años, Paul Weller era un desastre en los estudios. Todo suspensos excepto en lengua inglesa, que se le daba bastante bien especialmente la poesía. Pero pronto se dio cuenta de que lo que más le gustaba era la música, y su padre, John Weller, también. John sería desde el principio hasta el final el mánager del grupo. Taxista y luego albañil, peleó desde un principio para que su hijo tuviese un mejor futuro. Él consiguió que la banda de su hijo (donde al principio aún no estaban Bruce Foxton y Rick Buckler) adquiriesen las tablas necesarias tocando en clubs locales ante públicos heterogéneos. Paul tocaba el bajo y cantaba, junto con sus amigos de escuela Steve Brooks, Dave Waller, y Neil Harris. Era 1973 y versionaban a Chuck Berry entre otros.
Neil Harris se marchó a una orquesta, y entonces Paul y Dave invitaron a entrar en el grupo al batería de un grupo local que tocaban heavy. No era otro que Rick Buckler, tres años mayor que Paul y Dave. De esta época es la primera composición de Weller dentro de su posterior discografía: Takin' my love. Dave Waller que era perezoso y no ensayaba con rigor, alegó que prefería la poesía y dejó el grupo. La letra del tema In the Street Today del segundo álbum de The Jam está coescrita con Paul Weller, ya que siguieron siendo amigos hasta la muerte de Dave por sobredosis de heroína a mediados de los 80.
Como Paul quería un cuarteto, siguió la pista de un guitarrista de otro grupo heavy, un tal Bruce Foxton, también tres años mayor que él. Entre Rick y Paul lo convencieron, y entró en los Jam como guitarra rítmica. Finalmente Steve Brooks también dejó el grupo, porque aunque era el guitarra solista, Bruce cada vez adquiría más protagonismo y no le caía bien. Ahora ya eran un trío, pero Paul no llevaba bien cantar y tocar el bajo a la vez. Le costó convencer a Foxton, pero finalmente consiguió que intercambiasen los instrumentos. Era 1975 y The Jam ya eran el trío de la formación definitiva.

## Sonido punk (1976-1977)
En la primavera de 1976 Paul estuvo en Londres en un concierto de los Sex Pistols. Le causaron tan buena impresión que ese concierto le hizo replantearse el qué y el cómo de los Jam. El R&B de The Jam comenzó a endurecerse, distorsionando las guitarras y acelerando los tiempos. Los Jam pensaron que algo gordo estaba pasando en Londres y no podían perdérselo: alquilaron una furgoneta para ir allí y John Weller se encargó de que dieran su primer concierto en el Soho Market. Posteriormente, el 9 de noviembre actuaron en el 100 Club ante público punk, que coreó y bailó sus temas durante el concierto. También tocaron en los últimos días de 1976 en el resto de clubs importantes de Londres, incluido el Roxy, templo del punk.
A principios de 1977, después de varios escarceos con varias discográficas, es el cazatalentos de Polydor Chris Parry el que se fija en ellos y les ofrece un contrato. Es el momento de grabar los primeros sencillos y su álbum debut In The City. Para la producción Chris Parry confió en Vic Coppersmith-Heaven, veterano ingeniero de sonido que trabajó con Joe Cocker y The Rolling Stones. Este álbum supuso una fusión de canciones de estilo Rhythm & Blues y arreglos Punk, entre las que destacan, además de la que da título al disco, Art School, Away from the Numbers, I've Changed my Adress, o  Non Stop Dancing, claramente influenciadas por Dr. Feelgood y los primeros tiempos de The Who. Incluye dos versiones, entre las que destaca el clásico de Larry Williams Slow Down, que ya versionaron The Beatles.
Tras el disco, el movimiento punk comenzó a distanciarse de los Jam, no solo por su indumentaria mod sino también por cómo Weller solía atacar la hipocresía y cerrazón dentro de este movimiento. Existió un enfrentamiento gestual y verbal entre Paul Weller y Mick Jones, y un enfrentamiento físico entre Weller y Sid Vicious. El músico de los Clash se encontraba entre el público en un concierto de los Jam gesticulando, haciendo notar que lo que veía no le estaba gustando, y luciendo una camiseta con el texto Rock is dead (en español, El Rock ha muerto). Paul Weller se dirigió a él desde el escenario y le espetó: ¡Vamos a ver si el Rock está muerto o no! y versionaron con rabia punk el tema de Chuck Berry Reelin and Rokin', mientras el de los Clash abandonaba la sala bastante desairado. Otra noche en un pub londinense, la arrogancia del de los Pistols colmó la paciencia de Paul Weller, que le rompió una botella de cerveza en el rostro produciéndole un corte de consideración. En otra ocasión, Weller quemó el fanzine Sniffin' Glue sobre el escenario delante de 500 punks mientras gritaba "esta es su maldita biblia". Para colmo, en la gira White Riot Tour con The Clash, The Slits, Subway Sect y Buzzcocks, surgieron desavenencias económicas (los Jam se sintieron literalmente timados por los Clash) y abandonaron la gira después de tres conciertos. A partir de ese momento, The Jam se convirtieron en la oveja negra del punk.
Pero los Jam siguieron a lo suyo: Fueron el primer grupo punk que actuó en el programa de TV Top of the Pops, y en la letra de su siguiente sencillo, All Around the World, eran ellos quienes se reían de la hipocresía de ciertos punks. Hacen su primera gira por ciudades de Estados Unidos y entran en el estudio a grabar su segundo larga duración: This Is the Modern World. Aunque contiene buenas canciones como The Modern World publicada previamente como sencillo, y una interesante versión del clásico soul In the Midnight Hour de Wilson Pickett, la producción es algo redundante y en general el disco es menos brillante que el anterior. Quizá este segundo álbum en seis meses fue ir demasiado rápido, y sin ser un mal disco supuso el único paso atrás en la carrera de The Jam.

## Éxito comercial (1978-1979)
Es la época de consolidación de The Jam, en la que la banda consigue elaborar un sonido propio y distintivo. El grupo disfrutaba con lo que hacían: largas y exitosas giras, grabación en estudio, promoción en radio y TV, etc. y reinaba la concordia entre ellos, cohesionándolos.
Después de un sencillo en febrero de 1978 con cara A de Bruce Foxton, News of the World y unas maquetas desilusionantes para el nuevo álbum (desechadas por su productor), Paul Weller se pone las pilas y comienza a componer los mejores textos hasta ese momento. Prueba de ello es Down in the Tube Station at Midnight que trata de forma brillante el problema del resurgimiento de los neonazis y, en general, del vandalismo callejero. Otro punto importante es la publicación del sencillo de doble cara A David Watts/'A' Bomb in Wardour Street. La primera es una versión de la clásica canción de The Kinks pero llevada al sonido mod-punk de los Jam, que consiguió que todo amante de la música en el Reino Unido se fijase en ellos. En octubre publican el tercer álbum All mod Cons, grabado en los estudios RAK de Londres, con una buena producción y multitud de referencias al movimiento mod. Para muchos, este es su mejor disco. El crítico español Juan Vitoria lo incluye en 1998 en su libro Los 100 mejores discos del Rock. Las canciones  A Bomb In Wardour Street, Billy Hunt, All Mod Cons, In the Crowd, y The Place I Love son himnos indiscutibles del revival mod. The English Rose una de las más bellas baladas escritas por Paul Weller, Mr. Clean es la canción favorita de The Jam para Pete Townshend, y To be Someone (Didn't We Have A Nice Time) fue versionada por Noel Gallagher, quien en su más temprana juventud idolatró al grupo, este álbum, y esta canción.
Ya en 1979, editan dos brillantes sencillos con material nuevo (Strange Town y When You're Young) preámbulo del que vendría después: The Eton Rifles, uno de los himnos característicos de la banda, con un contundente sonido y temática de apoyo a la causa obrera. The Jam entran de nuevo en estudio para un álbum y cambian el sonido directo del tercer disco grande para hacer algo más elaborado en el cuarto: Setting Sons es un disco de guitarras timbreantes y baterías envolventes. Paul mejora nuevamente su lírica y trata poéticamente temas tan diversos como la nostalgia de la amistad adolescente (Thick as thieves, Wasteland), el fin de esa misma amistad por las diferencias económico-sociales con el paso del tiempo (Burning Sky), la marginación social de la clase obrera (Saturday´s kids), o los problemas familiares en el matrimonio (Private Hell). También destaca por su lirismo la antibélica y antimperialista Little boy soldiers. Incluso se atreven en grabar en este álbum con la Orquesta Filarmónica Real una versión de la mejor canción de Bruce Foxton de todos los tiempos, Smithers Jones, un reflejo de la sociedad capitalista en forma de velado alegato sindicalista que ya había aparecido antes como cara B del sencillo When You´re Young con un sonido más convencional.

## Búsqueda de nuevos sonidos (1980-1982)
The Jam edita el sencillo Going Underground/Dreams of Children, del que en un principio iba a ser cara A la segunda, que gustaba más al grupo. En la discográfica insistían en que era más radiable la primera, así que salió como doble cara A. Entró directo al número 1 y permaneció allí tres semanas. Going Underground es un duro alegato contra la manipulación que ejercen los políticos (en concreto los conservadores de Margaret Thatcher) y sus medios de comunicación sobre la gente. Nuevamente los Jam muestran su faceta antibelicista, antirracista, y en favor de la paz. 1980 es el año en que el grupo toma parte activa en las campañas en favor del desarme nuclear, y se ponen del lado del antiapartheid del CNA de Nelson Mandela.
Se publica Start!, segundo sencillo de la banda en llegar número uno de las listas. La canción es una muestra del aprecio que tiene Weller hacia los Beatles, especialmente al disco Revolver (álbum) que no dejó de sonar durante las sesiones de grabación del nuevo álbum. Prueba de ello es la similitud que esta canción y Taxman de George Harrison comparten en la base rítmica, aunque las melodías son distintas. En la cara B se encuentra Liza Radley, bella joya pop que Weller compuso a manera de Eleanor Rigby, pero sin los arreglos de cuerda con los que ya habían experimentado en Smithers Jones.
En noviembre llega el quinto álbum, Sound Affects. El grupo introduce elementos de psicodelia, funk y post-punk. En este disco se encuentran verdaderas piezas de orfebrería pop con el sello de un Weller que madura a pasos agigantados (Pretty Green, Monday, Man in the Cornershop, Boy About Town). La incisiva That's Entertainment contiene una de sus mejores letras, y a pesar de su complejo lirismo la esbozó una noche en diez minutos, cuando regresaba ebrio a casa acabándola a la mañana siguiente. El trío es votado por los lectores de New Musical Express como mejor grupo del año, y sus componentes como mejor vocalista y guitarrista, mejor bajista, y mejor baterista.
En 1981 el grupo cae en una fase de depresión provocada por la inestabilidad emocional de Paul Weller, en la que cayó entre otras cosas por el asesinato de su ídolo John Lennon en diciembre de 1980 y las discusiones constantes con su novia Gill. Sólo publican dos sencillos. Uno de ellos trae Funeral Pyre, única canción firmada por el trío al completo, donde Rick y Bruce se lucen con sus instrumentos, pero Paul empieza a encontrarse enlatado en el grupo. El sonido y estética de este sencillo puede ser considerado post-punk, con cierta influencia del grupo Joy Division, muy del agrado tanto de Bruce como de Paul. Este estiló ya se dejó asomar de forma no tan nítida y mezclado con psicodelia pop en algunos temas de Sound Affects (en concreto en Set the House Ablaze! y Scrape Away).
En enero de 1982 llega el sencillo Town Called Malice/Precious, nuevo número uno en el Reino Unido. Town Called Malice es la canción más famosa de la banda en el mundo entero, de temática anti-Thatcherista y está incluida en la banda sonora de las películas Billy Elliot y El Matador. Precious es un furibundo funk, estilo musical ya usado parcialmente en el sencillo Absolute Begginers, publicado en el año anterior. Era el adelanto del sexto y último álbum en el estudio, The Gift, primer y único larga duración que llegó al número uno en ventas. Paul Weller impone al resto el nuevo camino: música negra de los 60, soul, funk, e instrumentos de viento de forma sistemática tocados por dos músicos de color cuyas fotos aparecieron en el diseño interior de la carpeta del disco. Esto último molestó bastante a Bruce Foxton, que prefería seguir apostando por una banda de rock convencional. Para la producción del disco prescindieron del hasta ahora productor, confiando en Peter Wilson, quien ya había aportado ideas en Sound Affects. Supuso un nuevo paso adelante experimental de la banda, y un éxito total en ventas. Además de los temas de adelanto del primer sencillo incluye un conglomerado de excelentes canciones bien cohesionadas, entre las que destacan Happy Together, Ghosts, y Carnation además de Just Who is the Five O'clock Hero? de temática social, que también llegó posteriormente en formato de 7" al Reino Unido desde Holanda. En Trans-Global Express Paul Weller se desmarca con un sonido muy diferente y un duro golpe al poder de los conservadores basándose en los ideales socialistas y sindicalistas. El tema que comparte título con el álbum, The Gift, puede ser considerado un breve resumen del estilo del revival mod que ellos iniciaron y protagonizaron.
En The Bitterest Pill (I Ever Had to Swallow) Weller adelanta de forma velada su decisión de finalizar la trayectoria de la banda. Posteriormente hacen público el anuncio, publican un último sencillo que también llegó al número uno, Beat Surrender y un EP homónimo que no tiene desperdicio, con tres versiones de clásicos soul. Efectúan una gira de conciertos de despedida que les llevará a recorrer el país aclamados por sus miles de incondicionales. Como colofón, publican Dig the New Breed extraído de sus conciertos, con un excelente sonido. Es difícil que los discos en directo escalen puestos en las listas de ventas. Decir que llegó al dos resume la importancia de The Jam como una de las bandas más aclamadas de todos los tiempos en su país natal.

## Disolución
Cuando The Jam estaban en la cima de su carrera, en cuanto éxito, fama, y ventas más les sonreían, Paul Weller, haciendo honor a la honestidad que siempre le ha caracterizado para con su público, decide disolver la banda, algo de lo que Rick y especialmente Bruce, intentaron sin éxito que se retractara. En un comunicado oficial a todos sus fanes en octubre de 1982, Paul Weller anuncia la disolución de la banda a final de año. Decía en el comunicado cosas como: "...hemos realizado todo lo que podemos como grupo. Me refiero a aspectos tanto musicales como comerciales. Quiero que todo lo que hemos hecho sirva de algo, y sobre todo odiaría que terminásemos viejos y con tensiones como tantos otros grupos. Quiero que terminemos con dignidad. Creo que ahora es el momento. Cuanto más tiempo continúa un grupo, más difícil resulta dejarlo, y por eso muchos grupos siguen hasta que llegan a no tener ningún significado. Nunca quise que The Jam llegase a esa situación..." Todo un ejemplo de honestidad e independencia, olvidándose de los beneficios del comercio.
Tras esto, Paul Weller formó al año siguiente el dúo The Style Council junto a Mick Talbot, ex-Merton Parkas, (banda británica de revival mod) a los que posteriormente se unieron el batería Stevie White y la cantante Dee C. Lee (quien se convertiría poco después en la primera esposa de Weller y madre de sus primeros hijos). Posteriormente en los primeros 90, Paul Weller iniciaría su brillante carrera en solitario que aún hoy día continúa. Los otros componentes de The Jam, Bruce Foxton y Rick Buckler, se integraron en proyectos de media o baja repercusión.
En febrero de 2025, Paul Weller y Bruce Foxton anunciaron que Rick Buckler había muerto.

## Discografía

### Sencillos
Algunos críticos musicales dicen que The Jam fueron una banda de discos sencillos, y es que la publicación de éstos se convirtió en todo un acontecimiento entre sus seguidores en el Reino Unido. Los sencillos son especialmente importantes en su discografía, porque muchas caras B y bastantes de las caras A son canciones que no se publicaron en los álbumes. Con cuatro sencillos en el n.º 1 de las listas UK, se perfilaron como el segundo grupo inglés de la new wave de más éxito, solo por detrás de The Police, que obtuvieron cinco, así como también el grupo británico que más sencillos colocó (cuatro) en el n.º 1 de las listas de éxitos en UK en la década de los años 80, empatados con Pet Shop Boys, Shakin' Stevens, y Wham!, y sólo superados por la norteamericana Madonna, con seis.

#### Posiciones de los sencillos en las listas de éxitos del Reino Unido
- In the City (1977) - #40

- All Around the World (1977) - #13

- The Modern World (1977) - #36

- News of the World (1978) - #27

- David Watts/ 'A' Bomb in Wardour Street (1978) - #25

- Down in the Tube Station at Midnight (1978) - #15

- Strange Town (1979) - #15

- When You're Young (1979) - #17

- Eton Rifles (1979) - #3

- Going Underground / Dreams of Children (1980) - nº1

- Start! (1980) - #1

- That´s Entertainment (1981) - Publicado en Europa y no en el Reino Unido, llegando al #21 pese a ser un disco de importación

- Funeral Pyre (1981) - #4

- Absolute Beginners (1981) - #4

- Town Called Malice/ Precious (1982) -nº1

- Just Who Is the 5 O'Clock Hero? (1982)- Publicado en Holanda y no en el Reino Unido, pese a lo cual llegó al n.º 8 en las listas.

- The Bitterest Pill (I Ever Had to Swallow) (1982) - #2

- Beat Surrender (1982) - nº1

### Álbumes
Excelente progresión con sus álbumes. Desde el que fue su disco de clásico sonido punk inglés, el debut In the City, hasta llegar al número 1 en ventas en el Reino Unido con su último disco en estudio, The Gift.

#### Álbumes en estudio
- In the City (1977) - #20

- This is the Modern World (1977) - #22

- All Mod Cons (1978) - #6

- Setting Sons (1979) - #4

- Sound Affects (1980) - #2

- The Gift (1982) - #1

#### Recopilaciones
- Snap! (1983) - #2

- Greatest Hits (1991) - #2

- Extras (disco con demos y rarezas; 1992) - #15

- The Jam Collection (1996)

#### En Directo
- Dig the New Breed (1982) - #2

#### Álbum tributo
- Fire & skill: The Songs of The Jam (1999)